# Saint-Jean-de-la-Porte
Saint-Jean-de-la-Porte é uma comuna francesa na região administrativa de Auvérnia-Ródano-Alpes, no departamento de Saboia. Estende-se por uma área de 16,01 km². Em 2010 a comuna tinha 1 026 habitantes (densidade: 64,1 hab./km²).